# Стимиљано
Стимиљано (итал. Stimigliano) је насеље у Италији у округу Ријети, региону Лацио.
Према процени из 2011. у насељу је живело 1114 становника. Насеље се налази на надморској висини од 209 м.

## Становништво
Према резултатима пописа становништва 2011. у општини је живело 2.241 становника.
| 1931. | 1936. | 1951. | 1961. | 1971. | 1981. | 1991. | 2001. | 2011. |
| ----- | ----- | ----- | ----- | ----- | ----- | ----- | ----- | ----- |
| 1.240 | 1.467 | 1.629 | 1.738 | 1.664 | 1.672 | 1.829 | 1.744 | 2.241 |